# Pont-de-l'Isère
Pont-de-l'Isère este o comună în departamentul Drôme din sud-estul Franței. În 2009 avea o populație de 2.792 de locuitori.

## Evoluția populației
| An        | 1975  | 1982  | 1990  | 1999  | 2006  | 2009  |
| --------- | ----- | ----- | ----- | ----- | ----- | ----- |
| Populație | 1.304 | 2.477 | 2.770 | 2.688 | 2.620 | 2.792 |